# Старченко Наталія Петрівна
Ста́рченко Ната́лія Петрі́вна (12 травня 1961, Цвітне, Кіровоградська область) — українська історикиня, дослідниця історії України середніх віків та раннього нового часу. Докторка історичних наук (2015).

## Біографія
Народилася 12 травня 1961 року в селі Цвітне Олександрівського району Кіровоградської області. Випускниця кафедри археології та музеєзнавства Київського університету імені Тараса Шевченка (1991).
З 1991 по 1992 роки працювала старшою науковою співробітницею державного історико-архітектурного заповідника «Стародавній Київ», з 1992 року — провідною археографинею Інституту української археографії НАН України. З 2015 року — старша наукова співробітниця відділу «Теорії і методики археографії та джерелознавчих наук» Інститут української археографії та джерелознавства імені М. С. Грушевського НАН України. За сумісництвом із 2002 року — наукова співробітниця відділу історії України середніх віків та раннього нового часу Інституту історії України НАН України.
З 2003 по 2017 роки працювала в Національному університеті «Києво-Могилянська Академія» (авторські курси «Правові системи і правові інститути на українських землях Речі Посполитої» і «Сучасна західна історіографія»).
2001 року здобула вчений ступінь кандидатки історичних наук за спеціальністю «Історія України», тема дисертації — «Становище жінки-шляхтянки на Волині другої половини XVI — початку XVII ст.: майновий та правовий аспекти».
Докторка історичних наук (2015), тема дисертації — «Конфлікт у шляхетському середовищі Волині (друга половина XVI – початок XVII ст.)».
2022 року працювала у робочій групі зі створення нової програми навчання історії в школі при Міністерстві освіти і науки України. 2 грудня 2022 року ввійшла до складу робочої групи з розроблення концептуальних засад реформування історичної освіти в системі загальної середньої освіти.
Заступниця відповідального редактора видання «Соціум. Альманах соціальної історії».

## Нагороди та відзнаки
- За монографію «Честь, кров і риторика. Конфлікт у шляхетському середовищі Волині. Друга половина XVI – початок XVII століття»:
  - нагорода часопису «Przegląd wschodni» в категорії «Іноземне дослідження» (пол. Nagroda Zagraniczna)[9];
  - нагорода Канадійського інституту українознавчих студій за найкраще монографічне дослідження в сфері гуманітаристики[10];
- за книгу «Українські світи Речі Посполитої. Історії про історію»:
  - спеціальна відзнака Малого журі Києва на BookForum Львів-2021 «за віртуозне поєднання ґрунтовних компетенцій та захопливого викладу, в епіцентрі якого — принципова для сьогоднішнього часу історія походження українських еліт»[11];
  - премія імені Леся Танюка «За збереження історичної пам’яті»[12].

## Особисте життя
Чоловік — Стріха Максим Віталійович. Дочка — Стріха Ярослава Максимівна.

## Виноски
1. 1 2  http://www.archaeology.univ.kiev.ua/home/index.php?option=com_content&view=category&id=507&Itemid=113
2. 1 2  Чеська національна авторитетна база даних
3. ↑  Василь Шандро (3 травня 2020). Єврейські громади на території України в XVI – XVII ст. Інтерв'ю з дослідницею Наталею Старченко (Ч.1). Процитовано 20 лютого 2025.
4. 1 2 3  Старченко Наталія Петрівна. НАН України. Процитовано 20 лютого 2025.
5. ↑  Старченко Наталія Петрівна. Процитовано 20 лютого 2025.
6. 1 2 3  Старченко Наталія Петрівна. Кар'єра у НАН України. Процитовано 20 лютого 2025.
7. 1 2 3 4 5  Наталя Старченко. Процитовано 20 лютого 2025.
8. ↑  Наказ МОН України від 2 грудня 2022 року № 1090 «Про утворення та затвердження складу робочої групи з розроблення концептуальних засад реформування історичної освіти в системі загальної середньої освіти»
9. ↑  Wyłoniono laureatów Nagrody Przeglądu Wschodniego (пол.) . 20 лютого 2019. Процитовано 20 лютого 2025.
10. ↑  Ігор СЕРДЮК (28 червня 2016). Інукшук – канадський «Оскар» української гуманітаристики. Процитовано 20 лютого 2025.
11. ↑  28 BookForum оголосив переможців Best Book Award 2021. Процитовано 20 лютого 2025.
12. ↑  Лариса Волошка (24 червня 2022). У Києві відбулося нагородження премією імені Леся Танюка. Серед лауреатів – авторка “Новинарні”. Процитовано 20 лютого 2025.